# Кавингтон (Вирџинија)
Кавингтон (енгл. Covington) град је у америчкој савезној држави Вирџинија. По попису становништва из 2010. у њему је живело 5.961 становника.

## Демографија
Према попису становништва из 2010. у граду је живело 5.961 становника, што је 342 (5,4%) становника мање него 2000. године.
|                   | 2010.          | 2000.          |
| Укупно            | 5 961 (100,0%) | 6 303 (100,0%) |
| Белци             | 4 955 (83,12%) | 5 271 (83,63%) |
| Остали            | 804 (13,49%)   | 123 (1,951%)   |
| Хиспаноамериканци | 92 (1,543%)    | 40 (0,635%)    |
| Афроамериканци    | 76 (1,275%)    | 828 (13,14%)   |
| Азијати           | 34 (0,570%)    | 41 (0,650%)    |